# Jeff Turner
Jeffrey Steven Turner, detto Jeff (Bangor, 9 aprile 1962), è un ex cestista statunitense, professionista nella NBA e in Italia.

## Carriera
È stato selezionato dai New Jersey Nets al primo giro del Draft NBA 1984 (17ª scelta assoluta).
Con gli Stati Uniti ha disputato i Campionati mondiali del 1982 e i Giochi olimpici di Los Angeles 1984.